# فاسینوس
فاسینوس (انگلیسی: Fascinus) در دین در روم باستان و جادو در جهان یونانی-رومی، تجسم آلت‌پرستی بود. این کلمه می‌تواند به تمثال‌ها و طلسم‌های فالوس (تعویذ) و به طلسم‌هایی که برای استعانت از محافظت الهی او استفاده می‌شود، اشاره کند. پلینیوس آن را «پزشک» یا داروی حسادت یا چشم‌زخم می‌نامد.